# Pietrele
Pietrele (niem. Pietrellen, 1938–1945 Treugenfließ, Pietraszki(1951), Piotrowo(1994), Piotrków) – osada w Polsce położona w województwie warmińsko-mazurskim, w powiecie węgorzewskim, w gminie Budry.
W latach 1975–1998 miejscowość administracyjnie należała do województwa suwalskiego.